# Jęzorowate
Jęzorowate (Psettodidae) – monotypowa rodzina morskich ryb flądrokształtnych (Pleuronectiformes).

## Zasięg występowania
Wschodni Ocean Atlantycki wzdłuż zachodnich wybrzeży Afryki, Ocean Indyjski i zachodnia część Oceanu Spokojnego

## Cechy charakterystyczne
Jęzorowate są uważane za najstarszą ewolucyjnie rodzinę flądrokształtnych wywodzącą się prawdopodobnie  od okoniokształtnych. Ciało dorosłych osobników jest niesymetryczne, płaskie i owalne w obrysie. Duży otwór gębowy z silnymi zębami. Oko na szczycie głowy przed płetwą grzbietową. W długiej płetwie grzbietowej  zachowały się promienie cierniste, co wyróżnia jęzorowate od pozostałych rodzin flądrokształtnych. Długa płetwa odbytowa. Ubarwienie brązowe lub szare. Osiągają długość od 50–80 cm.

## Tryb życia
Zasiedlają dno piaszczyste i muliste zagrzebując się głęboko w ciągu dnia. Aktywne w nocy. Żywią się rybami.

## Podział systematyczny
Do rodziny zaliczany jest jeden rodzaj – Psettodes – obejmujący następujące gatunki:
- Psettodes belcheri Bennett, 1831 – jęzor afrykański[3]
- Psettodes bennettii Steindachner, 1870
- Psettodes erumei (Bloch & Schneider 1801) – jęzor indyjski[3]